# SXSW Gaming Awards
Les SXSW Gaming Awards étaient des récompenses décernées aux jeux vidéo lors du festival annuel South by Southwest (SXSW), qui se tenait à Austin, au Texas, généralement en mars de la même année. Les prix faisaient partie de la SXSW Gaming Expo, qui fait elle-même partie de la branche SXSW Interactive du festival.

## Prix

### Jeu vidéo de l'année
Ce prix est nommé « Jeu de l'année » en 2014, mais est renommé lorsque les prix Mobile et Jeux sur table sont ajoutés.
- 2014 – The Last of Us, Naughty Dog[1]
- 2015 – Dragon Age: Inquisition, BioWare[2]
- 2016 – The Witcher 3: Wild Hunt, CD Projekt Red[3]
- 2017 – Uncharted 4: A Thief's End, Naughty Dog[4]
- 2018 – The Legend of Zelda: Breath of the Wild, Nintendo[5]
- 2019 – God of War, Sony Interactive Entertainment[6]
- 2020 – Sekiro: Shadows Die Twice, FromSoftware / Activision[7]
- 2021 – Hadès, Jeux Supergiant[8]
- 2022 – Final Fantasy XIV: Endwalker, Square Enix[9]

### Jeu de table de l'année
- 2015 – Star Realms, Wise Wizard Games[2]
- 2016 – Pandémie, Z-Man Games[3]
- 2017 – Horreur à Arkham : Le Jeu de cartes, Fantasy Flight Games[4]
- 2018 – Gloomhaven, Cephalofair Games[5]
- 2019 – Root, Leder Games[6]
- 2020 – Paladins of the West Kingdom, Renegade Game Studios[7]
- 2021 – The Search for Planet X, Renegade Game Studios[8]
- 2022 – Dune: Imperium, Dire Wolf Digital[9]

### Jeu XR de l'année
Officiellement « Jeu VR de l'année » avant 2020.
- 2018 – Resident Evil 7: Biohazard, Capcom[5]
- 2019 – Beat Saber, Beat Games[6]
- 2020 – No Man's Sky VR, Hello Games[7]
- 2021 – Half-Life: Alyx, Valve Corporation[8]
- 2022 – Resident Evil IV VR, Armature Studio / Oculus Studios[9]

### Jeu indépendant de l'année
- 2021 – Deep Rock Galactic, Ghost Ship Games / Coffee Stain Publishing[8]
- 2022 – Kena: Bridge of Spirits, Ember Lab[9]

### Prix Matthew Crump de l'innovation culturelle
Décerné pour un jeu qui remet en question l'idée d'un jeu vidéo, offrant une vision culturellement innovante du monde.
- 2014 – Papers, Please, 3909 LLC[1]
- 2015 – This War of Mine, 11 bit studios[2]
- 2016 – Undertale, tobyfox[3]
- 2017 – That Dragon, Cancer, Numinious Games[4]
- 2018 – Doki Doki Literature Club! , Team Salvato[5]
- 2019 – Celeste, Matt Makes Games[6]
- 2021 – Dreams, Media Molecule / Sony Interactive Entertainment[8]
- 2022 – Unpacking, Witch Beam/ Humble Bundle[9]

### Excellence en animation, art et réalisation visuelle
- 2021 – Ghost of Tsushima, Sucker Punch Productions / Sony Interactive Entertainment[8]
- 2022 – Forza Horizon 5, Playground Games / Xbox Game Studios[9]

### Excellence en conception audio
- 2021 – Doom Eternal - id Software / Bethesda Softworks[8]
- 2022 – Resident Evil Village, Capcom[9]

### Excellence dans la conception de jeux
- 2014 – Tearaway, Media Molecule[1]
- 2015 – La Terre du Milieu : L'Ombre du Mordor, Monolith Productions[2]
- 2016 – Bloodborne, FromSoftware[3]
- 2017 – Dishonored 2, Arkane Studios[4]
- 2018 – The Legend of Zelda: Breath of the Wild, Nintendo[5]
- 2019 – God of War, Sony Interactive Entertainment[6]
- 2020 – Control, Remedy Entertainment / 505 Jeux[7]
- 2021 – Hades, Supergiant Games[8]
- 2022 – Inscryption, Daniel Mullins / Devolver Digital[9]

### Excellence dans la musique originale
- 2014 – The Last of Us, Naughty Dog[1]
- 2015 – Transistor, Supergiant Games[2]
- 2016 – Ori and the Blind Forest, Moon Studios[3]
- 2017 – Doom, id Software[4]
- 2018 – Nier : Automates, PlatinumGames[5]
- 2019 – Tetris Effect, Enhance, Inc.[6]
- 2020 – Death Stranding, Kojima Productions / Sony Interactive Entertainment[7]
- 2021 – Ori and the Will of the Wisps, Moon Studios / Xbox Game Studios[8]
- 2022 – Final Fantasy XIV: Endwalker, Square Enix[9]

### Excellence en multijoueur
- 2014 – Super Mario 3D World, Nintendo[1]
- 2015 – Super Smash Bros., Nintendo[2]
- 2016 – Rocket League, Psyonix[3]
- 2017 – Overwatch, Blizzard Entertainment[4]
- 2018 – PUBG: Battlegrounds, PUBG Corp[5].
- 2019 – Fortnite, Epic Games[6]
- 2020 – Final Fantasy XIV: Shadowbringers, Square Enix[7]
- 2021 – Deep Rock Galactic, Ghost Ship Games / Coffee Stain Publishing[8]
- 2022 – It Takes Two, Hazelight Studios / Electronic Arts[9]

### Excellence en narration
- 2014 – The Last of Us, Naughty Dog[1]
- 2015 – The Wolf Among Us, Telltale Games[2]
- 2016 – The Witcher 3: Wild Hunt, CD Projekt Red[3]
- 2017 – Uncharted 4: A Thief's End, Naughty Dog[4]
- 2018 – What Remains of Edith Finch, Giant Sparrow[5]
- 2019 – Detroit: Become Human, Sony Interactive Entertainment[6]
- 2020 – Disco Elysium, ZA/UM[7]
- 2021 – The Last of Us Part II, Naughty Dog / Sony Interactive Entertainment[8]
- 2022 – Final Fantasy XIV: Endwalker, Square Enix[9]

### Excellence dans la réalisation technique
- 2014 – Grand Theft Auto V, Rockstar Games[1]
- 2015 – Destiny, Bungie[2]
- 2016 – The Witcher 3: Wild Hunt, CD Projekt Red[3]
- 2017 – Battlefield 1, EA DICE[4]
- 2018 – Nier : Automata, PlatinumGames[5]
- 2019 – Red Dead Redemption 2, Rockstar Games[6]
- 2020 – Death Stranding, Kojima Productions / Sony Interactive Entertainment[7]
- 2021 – Microsoft Flight Simulator, Asobo Studio / Xbox Game Studios[8]
- 2022 – Ratchet & Clank: Rift Apart, Insomniac Games / Sony Interactive Entertainment[9]

## Ancien prix

### Excellence en animation
- 2014 – Ni no kuni : La Vengeance de la sorcière céleste, Namco Bandai[1]
- 2015 – La Terre du Milieu : L'Ombre du Mordor, Monolith Productions[2]
- 2016 – Rise of the Tomb Raider, Crystal Dynamics[3]
- 2017 – Uncharted 4: A Thief's End, Naughty Dog[4]
- 2018 – Cuphead, Studio MDHR[5]
- 2019 – Marvel's Spider-Man, Sony Interactive Entertainment[6]
- 2020 – Kingdom Hearts III – Square Enix[7]

### L'excellence en art
- 2014 – BioShock Infinite, Irrational Games[1]
- 2015 – Child of Light, Ubisoft[2]
- 2016 – Bloodborne, FromSoftware[3]
- 2017 – Firewatch, Campo Santo[4]
- 2018 – Cuphead, StudioMDHR[5]
- 2019 – Octopath Traveler, Nintendo[6]
- 2020 – The Legend of Zelda: Link's Awakening, Nintendo[7]

### Excellence dans le marketing
- 2014 – Assassin's Creed IV: Black Flag, Ubisoft[1]

### Excellence en adaptation
- 2014 – Injustice : Les dieux sont parmi nous, Warner Bros. Interactive[1]
- 2015 – South Park : Le Bâton de la vérité, Obsidian Entertainment[2]
- 2016 – Batman: Arkham Knight, Rocksteady Studios[3]
- 2017 – Batman: The Telltale Series, Telltale Games[4]
- 2018 – Star Wars Battlefront II, EA DICE[5]
- 2019 – MArvel's Spider-Man, Sony Interactive Entertainment[6]

### Excellence du gameplay
- 2014 – Brothers : A Tale of Two Sons, 505 Studios[1]
- 2015 – La Terre du Milieu : L'Ombre du Mordor, Monolith Productions[2]
- 2016 – Metal Gear Solid V: The Phantom Pain, Kojima Productions[3]
- 2017 – Doom, id Software[4]
- 2018 – The Legend of Zelda: Breath of the Wild, Nintendo[5]
- 2019 – Super Smash Bros. Ultimate, Nintendo[6]
- 2020 – Devil May Cry 5, Capcom[7]

### Excellence en effets visuels
- 2014 – The Last of Us, Naughty Dog[1]
- 2015 – Alien: Isolation, Creative Assembly[2]
- 2016 – Star Wars Battlefront, EA DICE[3]
- 2017 – Battlefield 1, EA DICE[4]
- 2018 – Super Mario Odyssée, Nintendo[5]
- 2019 – Red Dead Redemption 2, Rockstar Games[6]
- 2020 – Star Wars Jedi: Fallen Order, Respawn Entertainment / Electronic Arts[7]

### Excellence en réalisation visuelle
- 2015 – Far Cry 4, Ubisoft[2]
- 2016 – The Order: 1886, Ready at Dawn Studios[3]
- 2017 – Uncharted 4: A Thief's End, Naughty Dog[4]
- 2018 – Horizon Zero Dawn, Guerrilla Games[5]
- 2019 – Gow of War, Sony Interactive Entertainment[6]
- 2020 – Sekiro: Shadows Die Twice, FromSoftware / Activision[7]

### Jeu mobile de l'année
- 2015 – Hearthstone, Blizzard Entertainment[2]
- 2016 – Her Story, Sam Barlow[3]
- 2017 – Pokémon Go, Niantic[4]
- 2018 – Fire Emblem Heroes, Nintendo[5]
- 2019 – Donut County, Annapurna Interactive[6]
- 2020 – Sky: Children of the Light, Thatgamecompany[7]

### Nouvelle propriété intellectuelle la plus prometteuse
- 2016 – Splatoon, Nintendo[3]
- 2017 – Overwatch, Blizzard Entertainment[4]
- 2018 – Horizon Zero Dawn, Guerrilla Games[5]
- 2019 – Beat Saber, Beat Games[6]
- 2020 – The Outer Worlds, Obsidian Entertainment / Private Division[7]

### Jeu tendance de l'année
- 2017 – Overwatch, Blizzard Entertainment[4]
- 2018 – PUBG: Battlegrounds, PUBG Corp[5].
- 2019 – Red Dead Redemption 2, Rockstar Games[6]
- 2020 – Pokémon Épée et Bouclier, Game Freak / The Pokémon Company, Nintendo[7]

### Personnage le plus important
- 2015 – Ellie, The Last of Us[2]
- 2016 – Lara Croft, Rise of the Tomb Raider[3]
- 2017 – Nathan Drake, Uncharted 4: A Thief's End, Naughty Dog[4]

### Nouveau jeu d’e-sport le plus prometteur
- 2017 – Overwatch, Blizzard Entertainment[4]
- 2018 – PUBG: Battlegrounds, PUBG Corp[5].
- 2019 – Fortnite, Epic Games[6]

### Équipe eSport la plus importante
- 2015 – Cloud9[2]
- 2016 – Evil Geniuses[3]

### Canal en ligne le plus précieux
- 2015 – Rooster Teeth[2]